# 那須塩原市立共英小学校
那須塩原市立共英小学校（なすしおばらしりつ きょうえいしょうがっこう）は、栃木県那須塩原市共墾社にある公立小学校。

## 沿革

### 年表
- 1978年4月1日 - 黒磯小学校から分離し、黒磯市立共英小学校として創立。
- 1979年3月3日 - 校旗樹立式、校歌発表会
- 2005年1月1日 - 市町村合併により那須塩原市立共英小学校と改称。

## 教育方針
- 教育目標
  - やさしい子（思いやりがあり、礼儀正しい子）
  - かしこい子（よく考え、自ら学ぶ子）
  - つよい子（心身共に健康で、たくましい子）

## 通学区域
通学区域は以下の通りである。
那須塩原市
- 下厚崎・渡辺
- 清住町
- 共墾社1区から2区
- 豊浦町
- 豊浦南町

- 松浦町
- 新緑町
- 豊浦中町・上豊浦3区の1
- 上厚崎4丁目の一部
- 上厚崎5丁目の一部

## 交通
- JR宇都宮線黒磯駅より徒歩約26分（約1.9km）
- 黒磯駅または那須塩原駅より那須塩原市営バス（ゆーバス）黒磯線、黒磯南高校線「市役所」バス停下車徒歩約5分（約380m）